# Ai Araba It's All Right
Singles de Morning Musume
Go Girl (...)
(6 novembre 2003) Roman ~My Dear Boy~
(12 mai 2004)
Singles par Morning Musume Otome Gumi
Yūjō (...)
(25 février 2004)
Singles par Morning Musume Sakura Gumi
Sakura Mankai
(25 février 2004)
Ai Araba It's All Right (愛あらば IT'S ALL RIGHT, "Tant qu'il y a de l'amour, tout va bien") est le 21e single du groupe de J-pop Morning Musume, sorti en 2004.

## Présentation
Le single sort le 21 janvier 2004 au Japon sur le label zetima. Il est écrit, composé et  produit par Tsunku. Il atteint la 2e place du classement Oricon, et reste classé pendant 7 semaines, pour un total de 108 368 exemplaires vendus durant cette période. Il sort également dans une édition limitée avec une pochette différente et un livret supplémentaire, ainsi qu'au format "single V" (DVD contenant le clip vidéo).
C'est le dernier single du groupe avec Natsumi Abe, qui le quitte à la fin du mois pour poursuivre sa carrière en solo. Comme celles des quatre singles précédents, la chanson-titre du single figurera uniquement sur le deuxième album compilation du groupe, Best! Morning Musume 2, qui sort deux mois plus tard.

## Formation
Membres du groupe créditées sur le single :
- 1er génération : Kaori Iida, Natsumi Abe (dernier single)
- 2e génération : Mari Yaguchi
- 4e génération : Rika Ishikawa, Hitomi Yoshizawa, Nozomi Tsuji, Ai Kago
- 5e génération : Ai Takahashi, Asami Konno, Makoto Ogawa, Risa Niigaki
- 6e génération : Miki Fujimoto, Eri Kamei, Sayumi Michishige, Reina Tanaka

## Titres
Single CD
1. Ai Araba It's All Right (愛あらば IT'S ALL RIGHT?, "Tant qu'il y a de l'amour, tout va bien")
2. Dekiru Onna (出来る女?, "Fille capable")
3. Ai Araba It's All Right (Instrumental) (愛あらば IT'S ALL RIGHT...?)

Single V (DVD)
1. Ai Araba It's All Right (愛あらば IT'S ALL RIGHT?) (clip vidéo)
2. Ai Araba It's All Right (Close-up Version) (愛あらば IT'S ALL RIGHT...?)
3. Making Eizō (メイキング映像, Meikingu Eizō?) (making of)